# Aiji
Aiji（アイジ、本名：水井 伸次（みずい しんじ）、1974年11月17日 - ）は、日本のミュージシャン。LM.C及びPIERROTのギタリスト。PIERROTではカタカナで「アイジ」と表記している。
LM.Cのマネージメントオフィス兼レコーディングスタジオ運営の企業「株式会社wonderholic」代表取締役。

## 来歴
高校在学中からバンド活動を開始。当初はボーカルだったこともある。1995年、Pierrotにギタリストとして加入。以降PIERROTの解散までのメンバーによる初のアルバム『パンドラの匣』の制作を開始する。1998年、東芝EMIよりPIERROTのメンバーとしてシングル「クリア・スカイ」でメジャーデビュー。
2002年、非公表で元sinnersのmayaと共にLM.Cの活動を開始。2006年4月12日、PIERROTが解散。同年10月4日、ポニーキャニオンよりLM.Cのメンバーとしてシングル「Trailers【Gold】」「Trailers【Silver】」を2枚同時リリースし、デビュー。
2014年4月12日、PIERROTの再結成コンサート「DICTATORS CIRCUS FINAL」を開催する事を発表。10月24日・10月25日、PIERROTとして8年ぶりのライブを成功させる。

## 人物
長野県千曲市出身。身長176cm。血液型はA型。
幼少期の夢はプロ野球選手だった。
小学校時代から8年間水泳を習っており、その他野球やサッカーなどを好むスポーツ少年であった。
食事の際はよく食べる方だが、暴飲暴食してもさほど影響がなく、未だに細い体系を維持している。
初期の頃からLIVEでのMCを苦手としており、急に振られると「ア〜」「エ〜」など言葉が詰まりがちになる。
アマチュア時代に一時的にSIAM SHADEのローディーをしていた。
同業者との交流が広く、先輩格ではPIERROT時代にはKIYOSHI宅に遊びに行ったことを明かしたり、LM.CのサポートメンバーにもLUNA SEAの真矢、えばかん等が参加している。
近年はTwitterでAlice Nineやムックのメンバー等とも頻繁に交流している様子が見受けられる。BREAKERZのAKIHIDEとは過去に同じ事務所SWEET CHILDに所属していた縁もあり、交流がある。
vistlipのベーシスト瑠伊が中学生の頃、新宿の楽器店でギターを見に行ったときにバッタリ遭遇してサインをもらったことがあると語っていた。この事は本人もはっきりと覚えており、「バンドキッズに声をかけられると嬉しくて、未来のバンドマンの夢や芽を摘んじゃいけないな」という気持ちでサインに応えていた。

### PIERROT関連
キリトと同様にPIERROTの楽曲の約半数の作曲を手がけ、楽曲のギターソロも多数弾いていた。同じギターの潤と楽曲内で全く同じ内容のギターフレーズを弾くことはほとんど無く、常に対照的な演奏をする事で楽曲の広がりが出る事を重要視していた。初期から数年の期間は、膝出しの黒っぽい短パン＋厚底ブーツがトレードマークであった。2014年10月24日・25日に開催されたPIERROTのコンサート「DICTATORS CIRCUS FINAL」の2日間に限り、Twitterのアカウント名が「PIERROT アイジ」となっていた。コンサート終了後は「LM.C Aiji」に戻っている。

## 使用機材
ギターはESPでオーダーメイドしており、インディーズ時からモデル名「001」及び「2035」を使用。PIERROTデビュー後に製作された「002」も含め、「FOREST」型のボディにフロイド・ローズを搭載。また、ヘッドの部分にはPIERROTアイコンでもあった目のロゴが入っていた。PIERROT後期及びLM.C以降はボディシェイプ・デザインも改められた「003」を使用。「003 Blue Flame」及び「003 FIRE-BURN!!MIX」は炎のフレイムグラフィックが施され、「003 RAINBOW」はレインボーストライプが入ったデザイン。アンプはマーシャル。

### エフェクター
DigiTechのワーミーを多用し、その他ワウペダル・オートワウ・トレモロ・フェイザー・フランジャー・ピッチシフター・リングモジュレーター等あらゆるエフェクターを使い分けつつ、フロイド・ローズでのアーミングを織り交ぜる事により、奇抜なサウンドメイク・ギターフレージングを得意としている。

## 提供作品
アリス十番
- 「アリスの時間」（作曲）

HAKUEI
- 「Virgin Groove」（作曲）

palet
- 「恋するウィンク」（作曲）
- 「Over The Rainbow」（作曲）
- 「LOVE n' ROLL !!」（作曲）